# あかしや
株式会社あかしやは奈良県奈良市にある書道用筆をはじめとする書道用品、各種筆の製造卸売り業者。伝統工芸品「奈良筆」のほか、その技術を生かして上質な化粧筆なども製造している。本社ショールームでは筆づくり実演の見学も可能。

## 歴史
あかしやの水谷家の先祖は今井町（現・橿原市）の筆作り職人であったが、初代嘉六が17世紀初め頃に寺岡太兵衛らとともに奈良に移り、1624年（寛永元年）に三条通りに「あかしや章穂堂（しょうすいどう）」の看板を掲げて創業した。その後あかしやは筆匠から筆問屋の機能を増していき、5代目嘉六（あかしや代々の当主は嘉六の名を襲名している）の時に明治維新を迎え水谷姓を名乗るようになり、この時期に餅飯殿通りに店舗を移す。そして、あかしや中興の祖といわれる6代目水谷嘉六（1857年 - 1937年）の時代に大きく発展をとげた。
明治期には、1877年（明治10年）、1908年（明治41年）の明治天皇奈良行幸の際に御用を命ぜられ、またその他皇室の御用達を受けた。1904年（明治37年）のセントルイス万国博覧会に筆を出品した際は名誉賞牌、1910年（明治43年）には日英博覧会に出品し銀賞牌を受けた。
1915年（大正4年）の東大寺大仏殿修理落慶供養の際には、大仏開眼筆を謹製した。これは前年12月に東大寺の佐保山大僧正から正倉院御物の天平の開眼筆と同じものを製作して欲しいと依頼を受け、嘉六が正倉院の開眼筆を拝借して寸法、幹材、毛質、形状などを調べたうえ材料を探し、精進潔斎して作業を行った。筆管は中国産の仮斑竹、軸寸は1尺8寸8分で太さ4寸5分、筆頭は6種の獣毛を配合し長さ2寸7分、軸身ともで2尺1寸5分の見事な筆であった。またそれまでに宮内省から正倉院御物の御筆50種の修繕を命ぜられ使命を果たした実績もあり、あかしやの名声はさらに高くなった。
この時期、1912年（明治45年）3月に会社を設立、1915年（大正4年）には奈良の製筆業者や筆問屋による準則組合、奈良毛筆業組合が設立されると水谷嘉六が組合長に就任した。そして会社も1925年（大正14年）に組織変更して株式会社あかしや商店となった。
6代目嘉六の長男水谷松三郎は1907年（明治40年）頃から1921年（大正10年）頃にかけて投機的な事業に熱中しあかしやの財産を減少させたので経営には実質的にタッチせず、6代目の死後は松太郎の長男の常太郎（1907年 - 1982年）が1937年（昭和12年）に祖父のあとを継いで7代目嘉六となり社長に就任した。作家の今東光が1973年（昭和48年）に『悪名』という小説を書いたが、その主人公のモデルは水谷松三郎であったといわれている。
その後、第二次世界大戦期は、万年筆、ペンなど筆記具の普及、職人の兵役や徴用、原料の入手難などもあったが、中学校や小学校での書道奨励もあり、事業は健全な運営であった。1940年（昭和15年）12月のあかしやの貸借対照表によれば、資本金15万円に対し、借入金4,000円、当期純益金19,416円となっている。
戦後は連合国軍最高司令官総司令部による中・小学校での書道正課廃止令や熟練工の不足もあり受難の時代であった。生産は再開されたが中国産の原料は輸入できず、国産竹と国産の羊とイタチの毛だけで筆を作ったが戦前の品質は維持できなかった。敗戦から10年経った1955年（昭和30年）を過ぎて、ようやく原料を輸入できるようになったが、あまり良い材料は入手できなかった。
7代目嘉六の長男水谷悦郎（1936年 - ・8代目嘉六の名は襲名せず）は、1966年（昭和41年）から毎年中国に渡航し良い原料の確保に努力した。悦郎は1976年（昭和51年）に社長となると、こうして築いた関係から1988年（昭和63年）に花木公司との共同出資による合弁会社「上海アカシヤ文具有限公司」を設立する。この会社は中国側の不手際で数年後に破局するが、合弁を破棄し1996年（平成8年）に揚州市の2工場を買収して独資会社「嘉和文具有限公司」を設立した。本社は揚州の工場所在地であるが上海市に実質本社機能を果たす支店も構えている。
揚州は唐筆の文化の中心地であったが、文化大革命の影響で筆職人の後継者は育たず生産組織は壊滅していた。あかしやは最初は日本から2名の職人を派遣して唐筆とは異なる日本の筆作りの技術を指導した。現地の中国人による生産も徐々に軌道に乗っていき、1999年（平成11年）現在ではあかしやの全生産量の80パーセント、生産価額の60パーセントを揚州で生産するまでになり、現在では、奈良の筆屋ではなく、中国筆のあかしやとして有名である。